# Liste der Premierminister von Pakistan
Die folgende Liste der Premierminister von Pakistan zeigt, chronologisch, alle Regierungschefs in der Geschichte Pakistans.
| Pakistan (Dominion)                                   | Pakistan (Dominion)      | Pakistan (Dominion)            | Pakistan (Dominion) | Pakistan (Dominion) | Pakistan (Dominion) | Pakistan (Dominion)                                                                                           |
| #                                                     | Bild                     | Name                           | Amtsantritt         | Amtsaustritt        | Partei              | Anmerkungen                                                                                                   |
| ----------------------------------------------------- | ------------------------ | ------------------------------ | ------------------- | ------------------- | ------------------- | --- |
| 1                                                     | Liaquat Ali Khan         | Liaquat Ali Khan               | 14. August 1947     | 16. Oktober 1951    | PML                 | ermordet |
| 2                                                     | Khawaja Nazimuddin       | Khawaja Nazimuddin             | 17. Oktober 1951    | 17. April 1953      | PML                 | verweigerte Rücktritt, durch Neuwahlen aus dem Amt gedrängt                                                   |
| 3                                                     | Muhammad Ali Bogra       | Muhammad Ali Bogra             | 17. April 1953      | 12. August 1955     | PML                 | von Generalgouverneur Mirza zum Rücktritt gedrängt                                                            |
| 4                                                     | Chaudhry Muhammad Ali    | Chaudhry Muhammad Ali          | 12. August 1955     | 23. März 1956       | PML                 | |
| Islamische Republik Pakistan                          |                          |                                |                     |                     |                     | |
| (4)                                                   | Chaudhry Muhammad Ali    | Chaudhry Muhammad Ali          | 23. März 1956       | 12. September 1956  | PML                 | Rücktritt nach Verlust des Vertrauens seiner Partei                                                           |
| 5                                                     |                          | Huseyn Shaheed Suhrawardy      | 12. September       | 17. Oktober 1957    | Awami-Liga          | zum Rücktritt gedrängt                                                                                        |
| 6                                                     |                          | Ibrahim Ismail Chundrigar      | 17. Oktober         | 16. Dezember 1957   | PML                 | zum Rücktritt gedrängt                                                                                        |
| 7                                                     | Malik Feroz Khan Noon    | Malik Feroz Khan Noon          | 16. Dezember 1957   | 7. Oktober 1958     | RP                  | Ausrufung des Ausnahmezustands                                                                                |
| –                                                     | Muhammed Ayub Khan       | Muhammed Ayub Khan             | 7. Oktober 1958     | 28. Oktober 1958    | Militär             | als Militäradministrator                                                                                      |
| 8                                                     |                          | Nurul Amin                     | 7. Dezember 1971    | 20. Dezember 1971   | PML                 | zurückgetreten, danach Vizepräsident                                                                          |
| Amt vakant vom 20. Dezember 1971 bis 14. August 1973. |                          |                                |                     |                     |                     | |
| 9                                                     | Zulfikar Ali Bhutto      | Zulfikar Ali Bhutto            | 14. August 1973     | 5. Juli 1977        | PPP                 | abgesetzt durch Militärputsch                                                                                 |
| –                                                     | Zulfikar Ali Bhutto      | Mohammed Zia-ul-Haq            | 5. Juli 1977        | 24. März 1985       | PPP                 | als Chief Martial Law Administrator                                                                           |
| 10                                                    | Muhammad Khan Junejo     | Muhammad Khan Junejo           | 24. März 1985       | 29. Mai 1988        | PML (Parteilos)     | von Präsident Zia ul-Haq entlassen                                                                            |
| Amt vakant vom 24. März 1985 bis 29. Mai 1988.        |                          |                                |                     |                     |                     | |
| 11                                                    | Benazir Bhutto           | Benazir Bhutto                 | 9. Dezember 1988    | 6. August 1990      | PPP                 | nach Korruptionsvorwürfen entlassen                                                                           |
| −                                                     | Ghulam Mustafa Jatoi     | Ghulam Mustafa Jatoi (interim) | 6. August 1990      | 1. November 1990    | NPP                 | |
| 12                                                    | Nawaz Sharif             | Nawaz Sharif                   | 1. November 1990    | 18. April 1993      | PML-N               | von Präsident Ghulam Ishaq Khan entlassen                                                                     |
| −                                                     |                          | Balakh Sher Mazari (interim)   | 18. April 1993      | 26. Mai 1993        | PPP                 | |
| (12)                                                  | Nawaz Sharif             | Nawaz Sharif                   | 26. Mai 1993        | 18. Juli 1993       | PML-N               | durch Oberstes Gericht wiedereingesetzt, zurückgetreten                                                       |
| −                                                     |                          | Moin Qureshi (interim)         | 18. Juli 1993       | 19. Oktober 1993    | Parteilos           | |
| (11)                                                  | Benazir Bhutto           | Benazir Bhutto                 | 19. Oktober 1993    | 5. November 1996    | PPP                 | nach Korruptionsvorwürfen entlassen                                                                           |
| −                                                     |                          | Miraj Khalid (interim)         | 5. November 1996    | 17. Februar 1997    | Parteilos           | |
| (12)                                                  | Nawaz Sharif             | Nawaz Sharif                   | 17. Februar 1997    | 12. Oktober 1999    | PML-N               | durch Militärputsch abgesetzt                                                                                 |
|                                                       |                          |                                |                     |                     |                     | |
| –                                                     |                          | Pervez Musharraf               | 12. Oktober 1999    | 21. November 2002   | Militär             | als „Chef der Exekutive“                                                                                      |
| 13                                                    | Zafarullah Khan Jamali   | Zafarullah Khan Jamali         | 21. November 2002   | 26. Juni 2004       | PML-Q               | zurückgetreten                                                                                                |
| 14                                                    | Chaudhry Shujaat Hussein | Chaudhry Shujaat Hussein       | 30. Juni 2004       | 28. August 2004     | PML-Q               | zugunsten seines Parteipostens zurückgetreten                                                                 |
| 15                                                    | Shaukat Aziz             | Shaukat Aziz                   | 28. August 2004     | 15. November 2007   | PML-Q               | |
| −                                                     | Muhammad Mian Soomro     | Muhammad Mian Soomro (interim) | 15. November 2007   | 24. März 2008       | PML-Q               | |
| 16                                                    | Yousaf Raza Gilani       | Yousaf Raza Gilani             | 25. März 2008       | 26. April 2012      | PPP                 | wurde am 19. Juni 2012 mit Wirkung seiner strafrechtlichen Verurteilung vom 26. April 2012 des Amtes enthoben |
| 17                                                    |                          | Raja Pervez Ashraf             | 22. Juni 2012       | 15. März 2013       | PPP                 | |
| –                                                     |                          | Mir Hazar Khan Khoso (interim) | 25. März 2013       | 4. Juni 2013        | Parteilos           | |
| 18                                                    | Nawaz Sharif             | Nawaz Sharif                   | 5. Juni 2013        | 28. Juli 2017       | PML-N               | vom Obersten Gerichtshof des Amtes enthoben                                                                   |
| 19                                                    |                          | Shahid Khaqan Abbasi           | 1. August 2017      | 30. Mai 2018        | PML-N               | |
| −                                                     |                          | Nasirul Mulk (interim)         | 1. Juni 2018        | 18. August 2018     | Parteilos           | |
| 20                                                    |                          | Imran Khan                     | 18. August 2018     | 10. April 2022      | PTI                 | Am 10. April 2022 durch ein Vertrauensvotum des Amtes enthoben.                                               |
| 21                                                    |                          | Shehbaz Sharif                 | 11. April 2022      | 14. August 2023     | PML-N               | |
| –                                                     |                          | Anwar ul Haq Kakar (interim)   | 14. August 2023     | 4. März 2024        | Parteilos           | |
| (21)                                                  |                          | Shehbaz Sharif                 | 4. März 2024        | amtierend           | PML-N               | |